# Alfonso de la Cueva-Benavides e Mendoza-Carrillo
Alfonso de la Cueva-Benavides e Mendoza-Carrillo (Bedmar, 25 de julho de 1574 - Málaga, 10 de agosto de 1655) foi um cardeal do século XVII

## Biografia
Nasceu em Bedmar em 25 de julho de 1574. Filho de Luis de Cueva Benavides, senhor de Bedmar, e Elvira de Mendoza-Carrillo y Cárdenas. Seu primeiro nome também está listado como Alonso; e seu sobrenome apenas como Cueva Benavides. Outro cardeal da família foi Bartolomé de la Cueva y Toledo (1544).
Seguiu ainda jovem a carreira militar ao lado do pai, capitão-general das Canárias; desde 1590, ocupou o lugar do pai em suas ausências; nomeado capitão de arcabuceros , 1591; com a morte de seu pai em 1599, tornou-se senhor de sua casa e título e comandante de uma companhia de cavalaria. Embaixador espanhol em Veneza, 23 de dezembro de 1606 por oito anos. O rei Felipe III de Espanha concedeu-lhe o hábito da Ordem de Alcántara, a 16 de abril de 1610 e nomeou-o marquês de Bedmar, em 1614; renunciou ao título quando foi promovido ao cardinalato. Encarregado pelo rei de Espanha de devolver ao duque de Sabóia os territórios conquistados pelas forças espanholas no Piemonte, em 1618. Mais tarde, embaixador extraordinário e conselheiro deInfanta-gobernadora Isabel Clara Eugenia e a Junta de Guerra na Flandres. Protonotário apostólico.
Criado cardeal diácono no consistório de 5 de setembro de 1622. Não participou do conclave de 1623, que elegeu o Papa Urbano VIII. Recebeu o gorro vermelho e o título de S. Martino ai Monti, em 18 de julho de 1633. Camerlengo do Sagrado Colégio dos Cardeais, de 8 de janeiro de 1635 a 7 de janeiro de 1636. Optou pela ordem dos cardeais presbíteros e pelo título de S. Balbina, 9 de julho de 1635. Participou do conclave de 1644, que elegeu o Papa Inocêncio X.
Optou pela ordem dos cardeais bispos e pela sede suburbicária de Palestrina, em 17 de outubro de 1644. Consagrada, domingo, 23 de outubro de 1644, igreja dos Carmelitas Descalços, Roma, pelo cardeal Gil Albornoz, arcebispo de Taranto, auxiliado por Alfonso Gonzaga, arcebispo titular de Colossos, e por Juan Pastor, O. de M., bispo de Crotone. Nomeado bispo de Málaga, mantendo a diocese de Palestrina, 27 de julho de 1648; não tomou posse da diocese até 1651. Não participou do conclave de 1655, que elegeu o papa Alexandre VII.
Morreu em Málaga em 10 de agosto de 1655. Enterrado na catedral de Málaga. A notícia de sua morte chegou a Roma em 28 de agosto de 1655.